# 和生圍
和生圍 （英語：Wo Shang Wai）一條位於香港元朗新田的村落，位於米埔和原大生圍之間，南面被加州花園所包圍，是隸屬於新田鄉鄉事委員會的非原居村，可選舉居民代表。

## 歷史

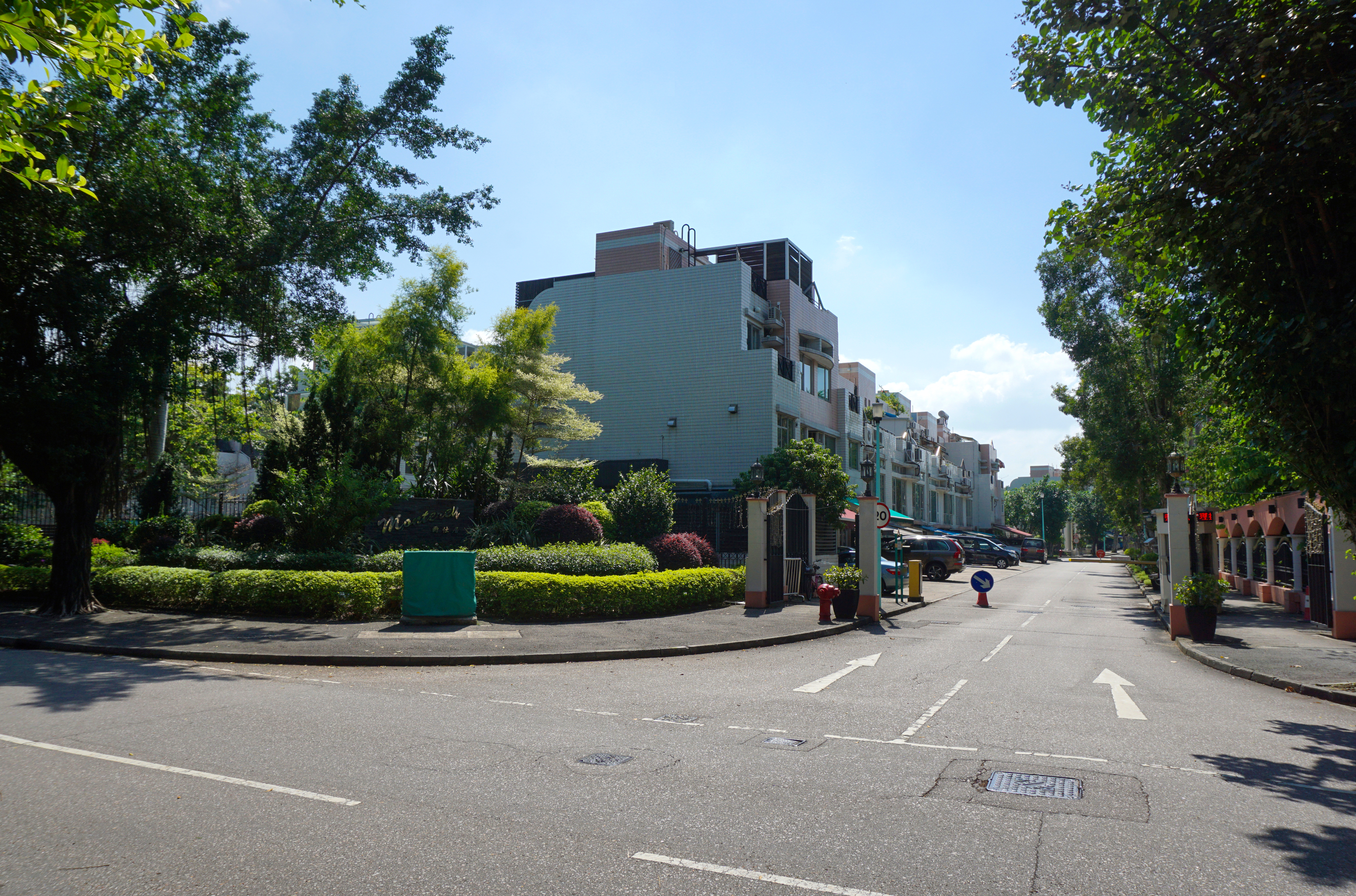
和生圍的漁塘已發展成加州花園

和生圍建於20世紀初或更早，早在1920年代前，該地段業主余氏將佔地約八百萬平方呎的荒地分租給農戶開墾成鹹水田，種植稻米、飼養雞鴨。業主在圍內設立「圍館（管）」，由司理管理土地和業務。出於防衛考慮，圍館建於一個五邊形池塘的中心，農戶陸續在池塘內搭建寮屋、棚屋聚居，並經由一條短小的長堤出入，發展成今日的和生圍村。1931年，和生圍地段由凹頭楊屋村楊氏家族購入，並繼續出租予農戶耕作。
1960年代，元朗稻米種植開始式微，業主於1963年出售近二百萬平方呎農地，後來這塊農地改建成漁塘，即現今加州豪園，另有一百萬平方呎農地相繼出售。而其他和生圍的農地亦於1970年代陸續改建成漁塘。
1970年代初，和生圍業主楊少初計畫收回和生圍18個漁塘共數百畝地皮作發展用途。業主於1974年正式通知租戶收地安排並於1977年起停收租金，收地期限因租戶要求以多次推遲。1981年，業主正式收回和生圍18個漁塘，但一直因賠償和搬村問題與村民爭持不下。收地期間發生衝突，14名村民被捕，200多名村民包圍落馬洲警署聲援。當時和生圍有村民300餘人。
1980代末，和生圍約三百萬平方呎已填平的地皮由新鴻基地產收購，並於1990年成功獲政府批准改劃成低密度住宅用途，地皮於1993年發展成加洲花園。1991年，新鴻基地產再購入和生圍另外二百萬平方呎地皮，於1996年發展成加州豪園。
加洲花園落成後，和生圍村和村南數個小漁塘獲得保留。和生圍村東邊的池塘則被填平，村民需要經屋苑內的私家路出入。時至今日，和生圍村西邊的池塘仍被保留，塘邊可見有數十年歷史的棚屋。

## 地標
- 位於村口的和生圍鐵架牌坊
- 和生圍花炮會：又名聯合堂，成立於1971年

## 生態環境
1991年，《城市規劃條例》就鄉郊地區加入發展管制。1995年，規劃署委託顧問公司進行「后海灣地區魚塘生態價值研究」，報告建議將后海灣一帶的魚塘劃為濕地保育區作保育，並將保育區以外的五百米範圍劃為濕地緩衝區。1999年，后海灣濕地緩衝區落實，和生圍村被劃入範圍之內。

## 外部連結
- 居民代表選舉和生圍（新田）的劃定現有鄉村範圍（2019至2022年） （页面存档备份，存于）